# Kisshō-ji

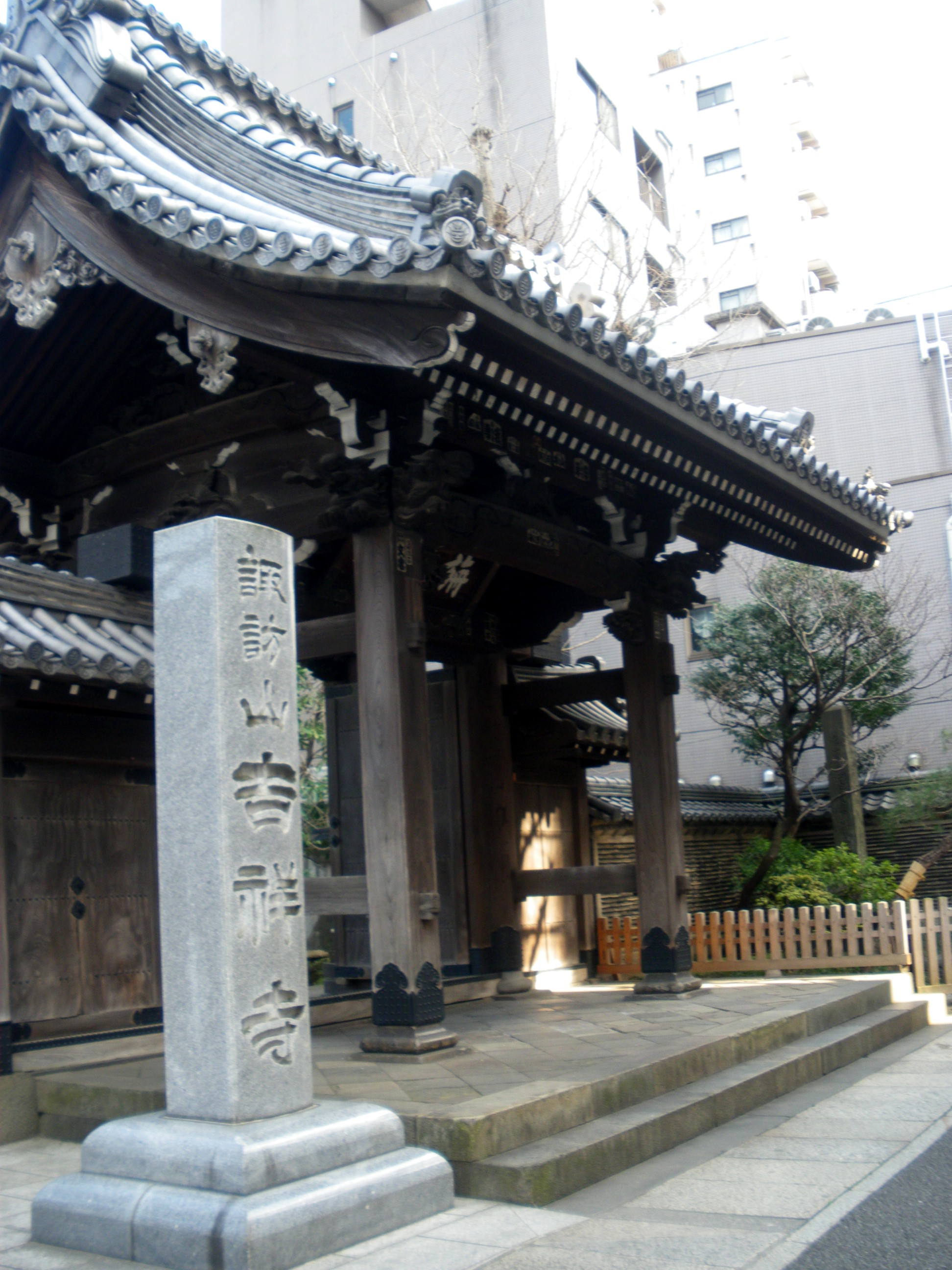
Porte du temple

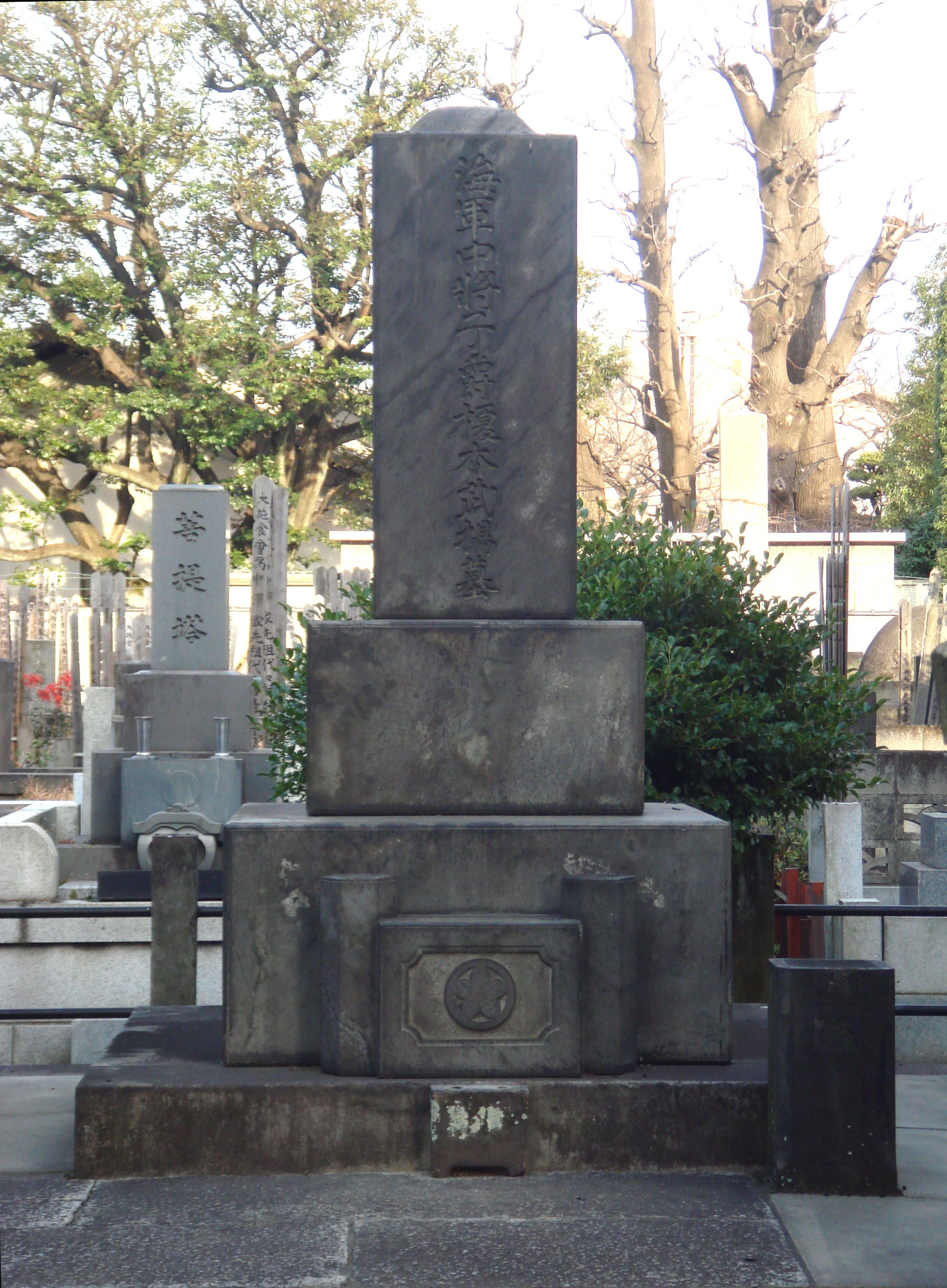
Tombe d'Enomoto Takeaki

Le Kisshō-ji, aussi appelé Kichijō-ji (吉祥寺, est un temple bouddhiste situé dans l'arrondissement spécial Bunkyo de Tokyo, fondé en 1458 durant l'époque de Muromachi. 
En 1592, l'école « Sendan-Rin » pour moine bouddhistes est fondée dans l'enceinte du temple. En 1905, l'école Sendan-Rin est renommée « Université Soto-shu »; en 1925 l'Université Soto-shu devient l'Université de Komazawa (en). 
Enomoto Takeaki est enterré au Kisshō-ji en 1908 à l'âge de 72 ans.

## Référence
- (en) Cet article est partiellement ou en totalité issu de l’article de Wikipédia en anglais intitulé « Kisshō-ji » (voir la liste des auteurs).